# Emilie Mundt
 (mai 2020).
Si vous disposez d'ouvrages ou d'articles de référence ou si vous connaissez des sites web de qualité traitant du thème abordé ici, merci de compléter l'article en donnant les références utiles à sa vérifiabilité et en les liant à la section « Notes et références ».
Pour les articles homonymes, voir Mundt.
Emilie Mundt (née le 22 août 1842 à Sorø, morte le 25 octobre 1922 à Frederiksberg) est une peintre et féministe danoise.

## Biographie
Caroline Emilie Mundt naît en 1842 à Sorø, au Danemark. Son père, Carl Emil Mundt, est professeur à l'académie de Sorø. Sa mère se nomme Caroline Jørgensen est décède quand Emilie Mundt a deux ans. 
Emilie Mundt se lance dans la peinture en 1873. En 1874, à la Vilhelm Kyhns Art School où elle étudie, elle rencontre une autre femme peintre, Marie Luplau (1848-1925), dont elle tombe amoureuse. À partir de ce moment, leurs vies privées et artistiques seront intimement liées. Elles suivent des cours de peinture à Copenhague et réaliseront plusieurs tableaux à « quatre mains » au cours des années qu'elles passeront ensemble.
Les deux jeunes femmes séjournent de 1875 à 1876 à Munich où elles prennent des leçons auprès du peintre norvégien Eilif Peterssen. De 1882 à 1884, elles résident à Paris où elles étudient à l'Académie Colarossi, réputée pour son progressisme (elle acceptait en effet les femmes peintres et les autorisait à peindre d'après des modèles masculins nus, alors que l'école d'art de Copenhague les refusait pour cette raison). Les peintres Louis-Joseph-Raphaël Collin et Gustave Courtois y participent à leur formation.
Emilie Mundt expose au Charlottenborg à Copenhague dès 1878, et à Paris en 1889.
En 1886, elle fonde avec Marie Luplau une école d'art à Frederiksberg, destinée aux jeunes femmes peintres. Cette école existera jusqu'en 1913. Les peintres Maria Thymann (1867-1928), Elisabeth Drewes Kofoed (1877-1948) et Niels Peter Bolt (1886-1965) comptent parmi les élèves d'Emilie Mundt.
Féministes engagées, Emilie Mundt et Marie Luplau militèrent pour que les femmes puissent accéder pleinement à l'éducation et au suffrage universel au Danemark. En 1890, Emilie adopte une petite fille, Carla Mundt-Luplau, qu'elle élève en compagnie de son amie.

## Œuvres

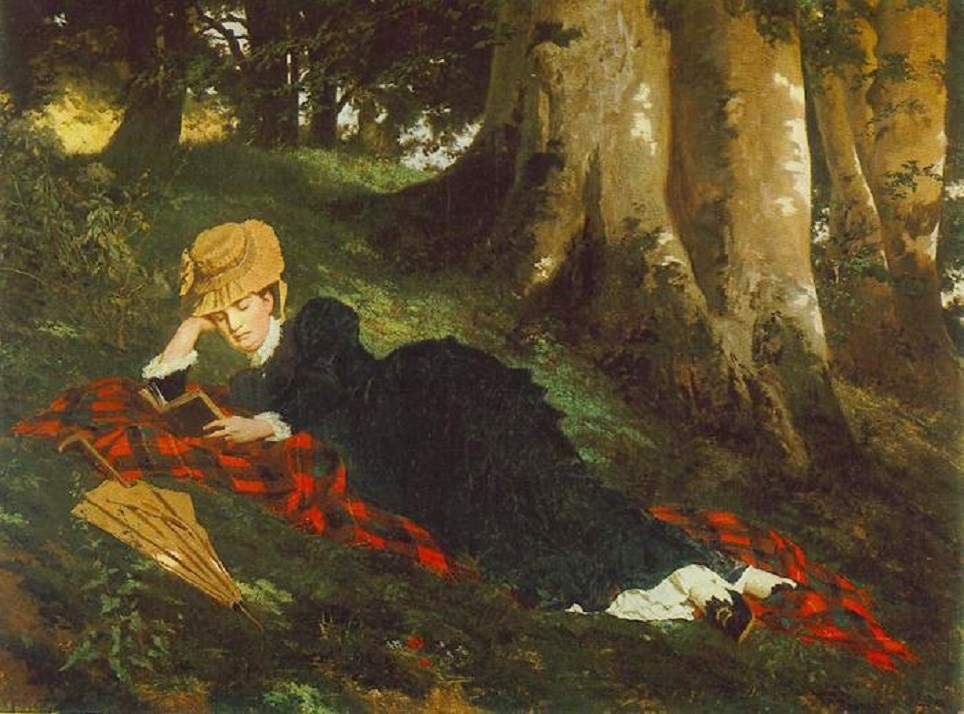
Dame lisant allongée sur l'herbe.

La plupart des œuvres d’Emilie Mundt se trouvent exposées dans des musées danois : Varde Museum, Randers Kunstmuseum, Københavns Bymuseum, Vejle Kunstmuseum, Ribe Kunstmuseum. En 2007, le Women's Museum in Denmark consacre une exposition spéciale au couple Emilie Mundt et Marie Luplau : Symbiosis in life and art.
La peinture d'Emilie Mundt est réaliste. Ses thèmes de prédilection sont les paysages, ainsi que les scènes d’intérieur (chambre, cuisine ou ferme) où sont généralement présents quelques personnages (souvent des enfants).
La signature d'Emilie Mundt est habituellement constituée de ses initiales calligraphiées (EM) suivies de l'année. Quelques-unes de ses œuvres :
- Niels[3]
- "Sitzender Knabe" mit Korb" (Enfant assis fouillant dans un panier), tableau peint à Pont-Aven[4]
- "La lettre". Intérieur avec deux jeunes filles (1902)[5]
- Portrait d'une jeune fille assise (1907, huile sur toile)[6]

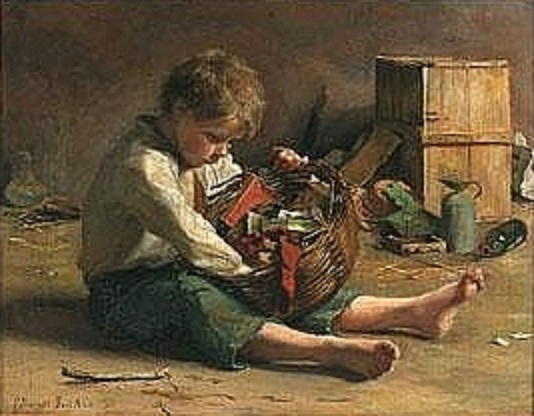
"Sitzender Knabe" mit Korb" (Enfant assis fouillant dans un panier)